# Ламија
Ламија (гр: Λαμία) је управно средиште округа Фтиотида, као и периферије Средишња Грчка. То је и највећи и најважнији град ове периферије.

## Положај
Ламија се налази у средишњем делу префектуре Фтиотиде, у невеликој приморској равници на крају Малијачког залива. Град је од најближе морске обале удаљен око 10 km.

## Име града
Постоји неколико претпоставки о данашњем имену града:
- по Ламији, кћерци старогрчког бога Посејдона и краљици Трачана;
- по Малијцима, некадашњим становницима овог подручја;

У ранијим епохама град се звао Зитуни (у доба Византије), а касније је из тог назива изведен и турски облик Изтин.

## Историја
Мада је простор Ламије био насељен још од 5. миленијума п. н. е., насеље на овом простиру се први пут помиње 424. п. н. е. у вези са земљотресом. Тада је град био војна испостава Спарте. Место је постојао у следећим вековима, али без значајније улоге. 1829. године град постао погранични град новоосноване Грчке

## Становништво
Кретање становништва по пописима:
| 1981.  | 1991.  | 2001.  |
| ------ | ------ | ------ |
| 41.846 | 55.445 | 58.601 |

Кретање броја становника у општини по пописима:
| 2001.  | 2011.  |
| ------ | ------ |
| 58,601 | 75.315 |